# Éric Besson
Éric Besson (ur. 2 kwietnia 1958 w Marrakeszu) – francuski polityk, minister w rządach François Fillona.

## Życiorys
Urodził się na terytorium Maroka, jego matka pochodziła z Libanu. Studiował w Montpellier Business School w Montpellier oraz w Instytucie Nauk Politycznych w Paryżu.
Pracował m.in. w kompanii samochodowej Renault oraz w koncernie medialnym Vivendi. W 1993 wstąpił do francuskiej Partii Socjalistycznej. Od 1995 wybierany w kolejnych wyborach na urząd mera miasta Donzère w departamencie Drôme. Pełnił tę funkcję do 2020. W latach 1997–2007 przez dwie kadencje zasiadał w Zgromadzeniu Narodowym. Nie ubiegał się o reelekcję.
W 2007 opuścił socjalistów, krytykując program gospodarczy Ségolène Royal. Opowiedział się za kandydaturą Nicolasa Sarkozy’ego w wyborach prezydenckich. W maju tego samego roku objął stanowisko sekretarza stanu do spraw perspektyw i ocen polityki publicznej w centroprawicowym gabinecie François Fillona. We wrześniu 2007 założył własny socjaldemokratyczny ruch polityczny pod nazwą Les Progressistes, stanowiący centrolewicowe zaplecze nowo wybranego prezydenta. Doprowadził do stowarzyszenia tej organizacji z Unią na rzecz Ruchu Ludowego, w której został zastępcą sekretarza generalnego.
W 2009 powołano go na urząd ministra imigracji, integracji, tożsamości narodowej i solidarnego rozwoju. W 2010 został ministrem ds. przemysłu, energii i gospodarki cyfrowej (podległym ministrowi gospodarki). Zakończył urzędowanie w 2012.